# Governatorato di Sulaymaniyya

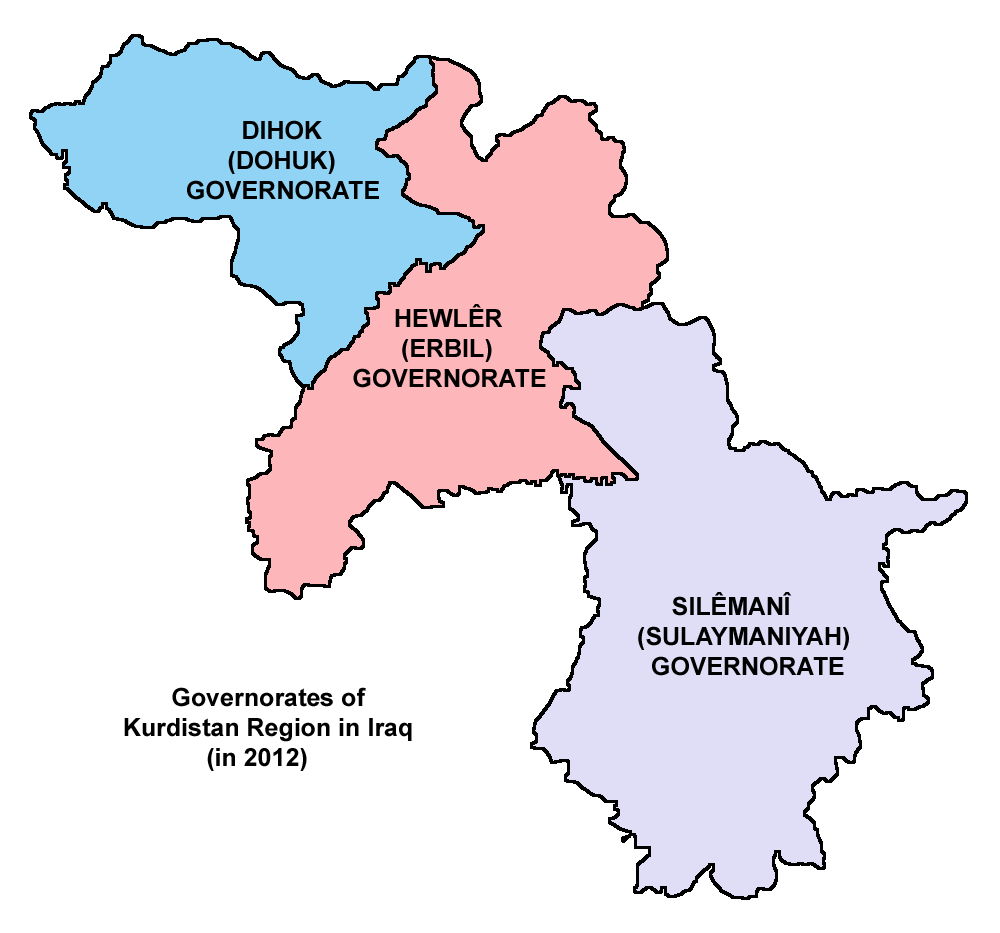

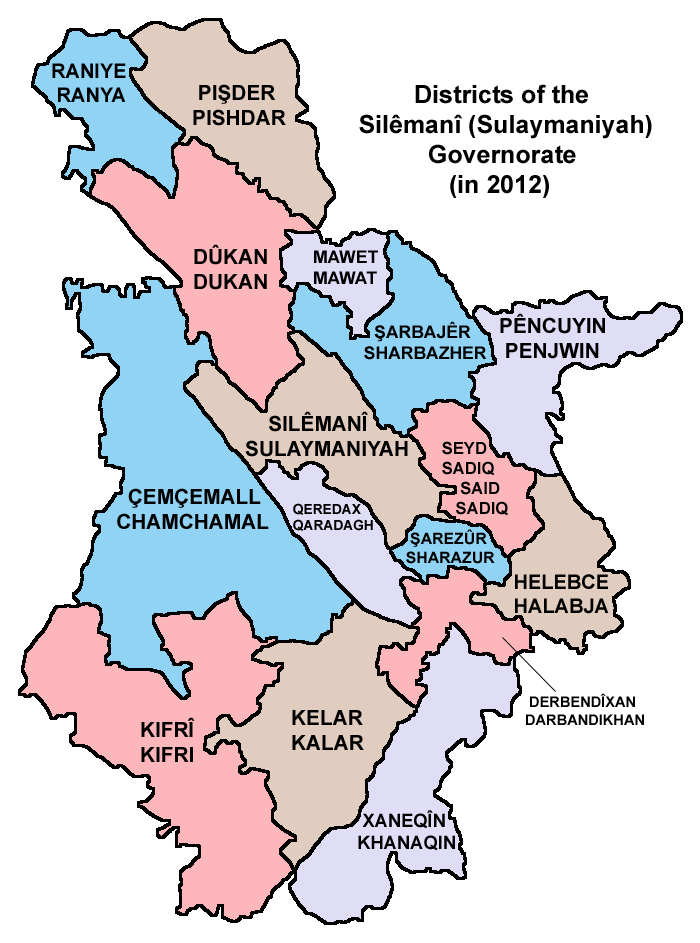

Il governatorato di Sulaymaniyya (in curdo Parêzgeha Silêmaniyê‎) è un governatorato del Kurdistan iracheno. Ha una superficie di 17.023 km² e, secondo una stima del 2023, una popolazione di 5.333.998 abitanti. Il calcolo per il 2023 è invece di 5.333.998 abitanti. Il capoluogo del governatorato è la città di Sulaymaniyya.
Nelle vicinanze della città di Dukan è presente una diga per la produzione di energia elettrica.